# Saint-Maixent-l'École
Saint-Maixent-l'École is een gemeente in het Franse departement Deux-Sèvres in de regio Nouvelle-Aquitaine. De plaats maakt deel uit van het  arrondissement Niort. Saint-Maixent-l'École telde op 1 januari 2022 7.433 inwoners.
De geschiedenis van de plaats hangt samen met de voormalige benedictijner abdij van Saint-Maixent.

## Geschiedenis

### Abdij
In 459 werd hier een religieuze gemeenschap gesticht door de monnik Agapit. Adjutor Maxentis van Poitou voegde zich bij Agapit en werd de eerst abt. Clovis schonk gronden aan de abdij. Na zijn dood werd Maxentis vereerd als heilige en de abdij nam zijn naam aan. In 653 werd Leodegarius abt. Ook hij werd na zijn dood als heilige vereerd. In de negende eeuw werd de abdij geplunderd door Vikingen. De monniken hadden de relieken van Maxentis en Leodegarius in veiligheid gebracht en keerden in de loop van de tiende eeuw terug om de abdij weer op te bouwen. Ook het dorp dat bij de abdij was ontstaan, leefde weer op. Er kwamen leerlooierijen bij de Sévre Niortaise en het dorp werd ommuurd. Een aardbeving en verschillende branden teisterden de abdij. Koning Filips II van Frankrijk verklaarde Saint-Maixent een koninklijke abdij. In de veertiende eeuw werden nieuwe abdijgebouwen opgetrokken. Vanaf het midden van de zestiende eeuw kende de Reformatie veel aanhangers in Poitou. In Saint-Maixent was zelfs meer dan de helft van de bevolking protestants. In 1568 werd de abdijkerk in brand gestoken door protestanten. In 1634 sloot de abdij zich aan bij de Congregatie van Saint-Maur en er volgde een heropleving en een nieuwe bouwperiode.

### Moderne tijd
De abdij werd na de Franse Revolutie opgeheven. Tussen 1794 en 1808 deden de gebouwen dienst als militair ziekenhuis. Tussen 1811 en 1823 was er een landloperskolonie gevestigd. Daarna was er een diocesane school ondergebracht. Van 1861 tot 2009 waren de gebouwen in dienst van het Franse leger; onder andere het 114e Infanterieregiment was hier een tijdlang ingekwartierd. En tijdens de Eerste Wereldoorlog, in 1917, werden hier 3.000 Amerikaanse soldaten gelegerd. De abdijkerk werd parochiekerk en was tussen 1802 en 1874 de kerk van de grote protestantse gemeenschap in de gemeente. Langs de rivier, waar al eeuwenlang economische bedrijvigheid was met leerlooierijen en graanmolens, kwam er industrie, onder andere een textielfabriek.

## Geografie
De oppervlakte van Saint-Maixent-l'École bedroeg op 1 januari 2022 5,22 vierkante kilometer; de bevolkingsdichtheid was toen 1.423,9 inwoners per km². De Sèvre Niortaise stroomt door de gemeente.
De onderstaande kaart toont de ligging van Saint-Maixent-l'École met de belangrijkste infrastructuur en aangrenzende gemeenten.

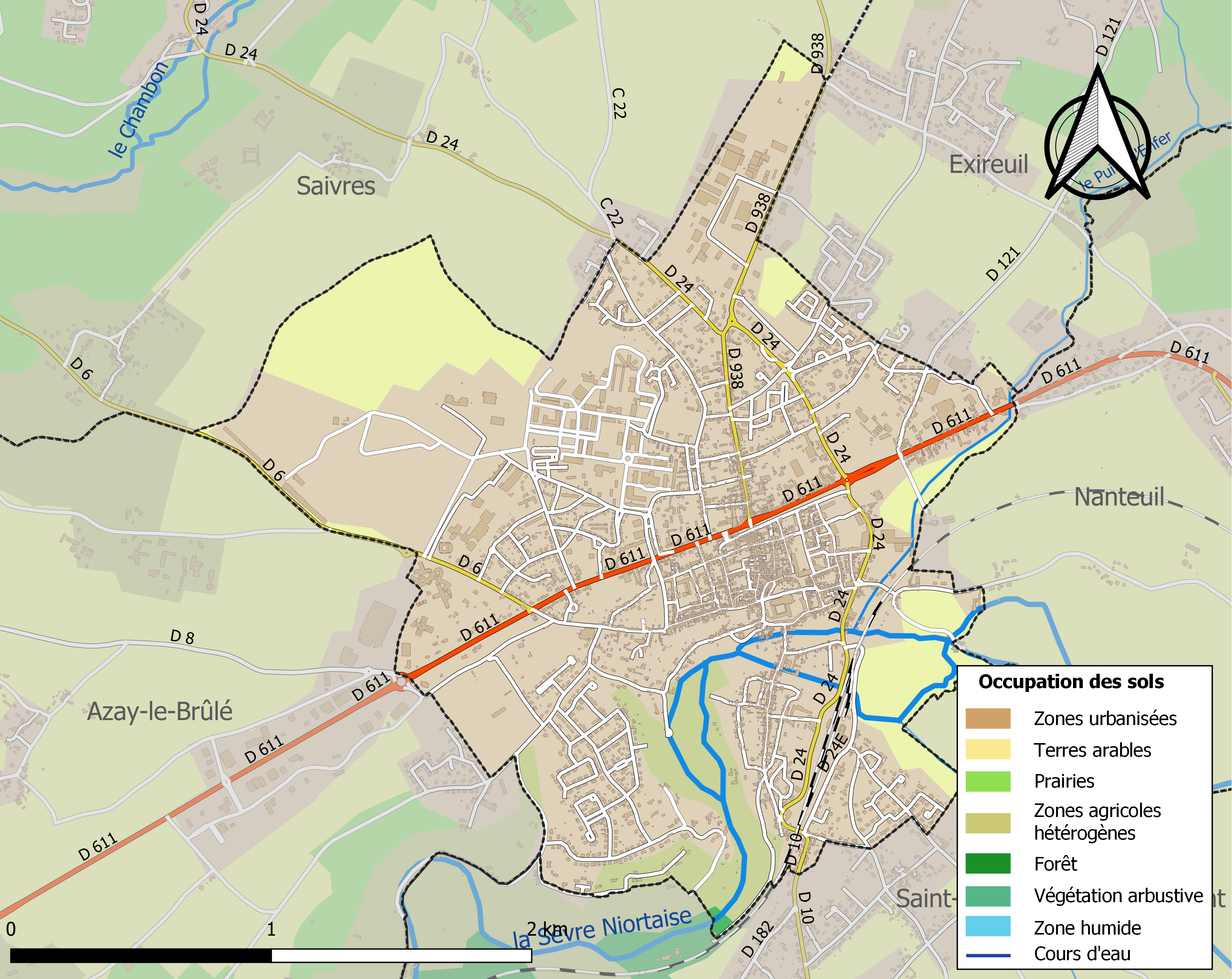

## Verkeer
In de gemeente ligt het spoorwegstation Saint-Maixent-l'École.

## Demografie
Onderstaande figuur toont het verloop van het inwonertal (bron: INSEE-tellingen).

## Sport
Saint-Maixent-l'École was één keer etappeplaats in de wielerkoers Ronde van Frankrijk. In 2003 won de Spanjaard Pablo Lastras er een rit.

## Bezienswaardigheden
Van de voormalige abdijkerk, gewijd aan de heilige Leodegarius, rest enkel een ruïne. Enkel een kapel, twee gotische traveeën en de crypte ontsnapten aan afbraak. De zevende-eeuwse crypte werd in 1875 herontdekt en is beschermd als historisch monument.
Daarnaast is er ook modern erfgoed:
- De metalen markthal uit 1883.
- Het voormalig zwembad, opgetrokken in gewapend beton door de firma François Hennebique in de jaren 1930. Het gebouwd werd in 2011 omgevormd tot mediatheek en bezit een grote wandmozaïek.

### Afbeeldingen

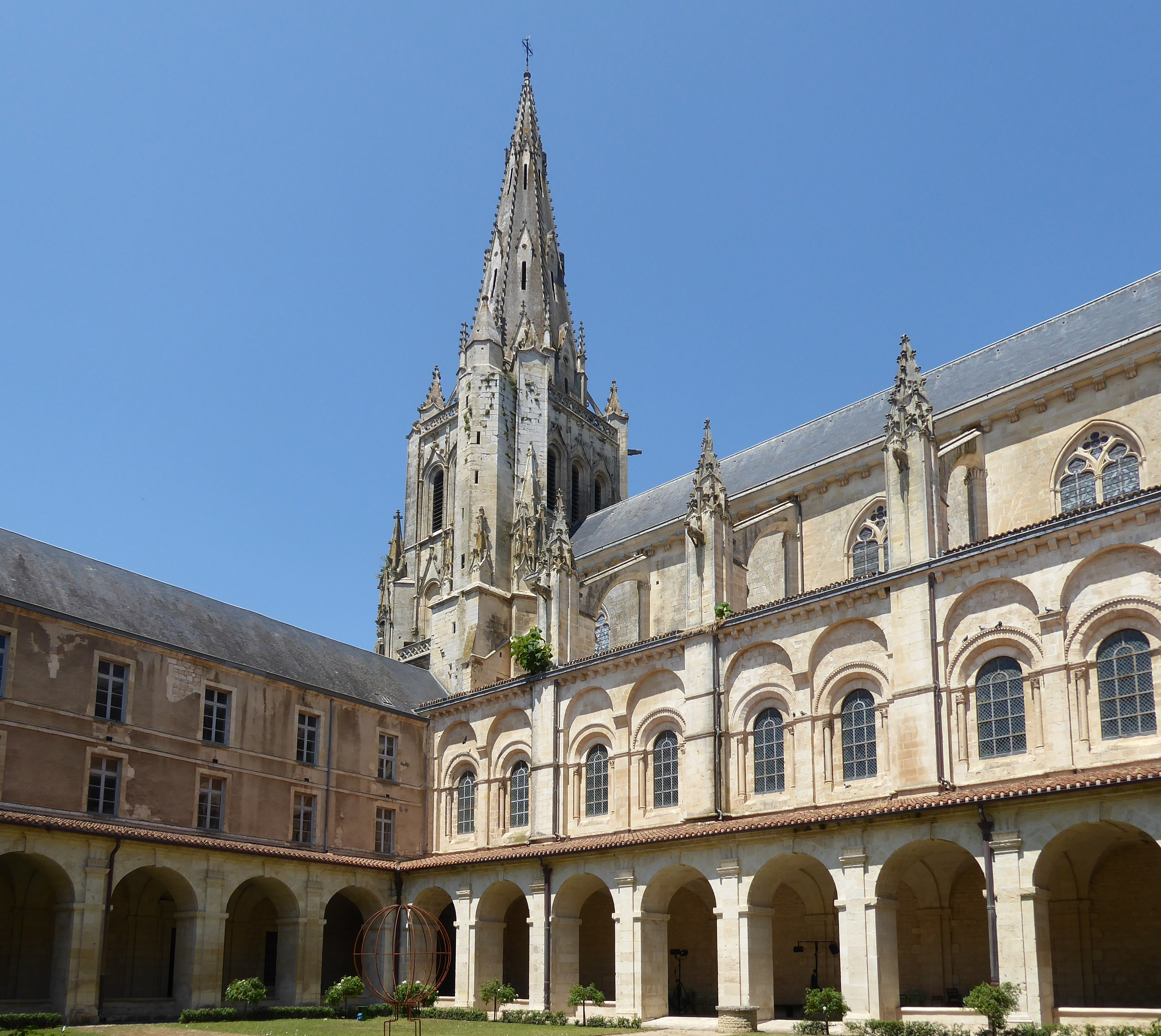
Klooster van de voormalige abdij
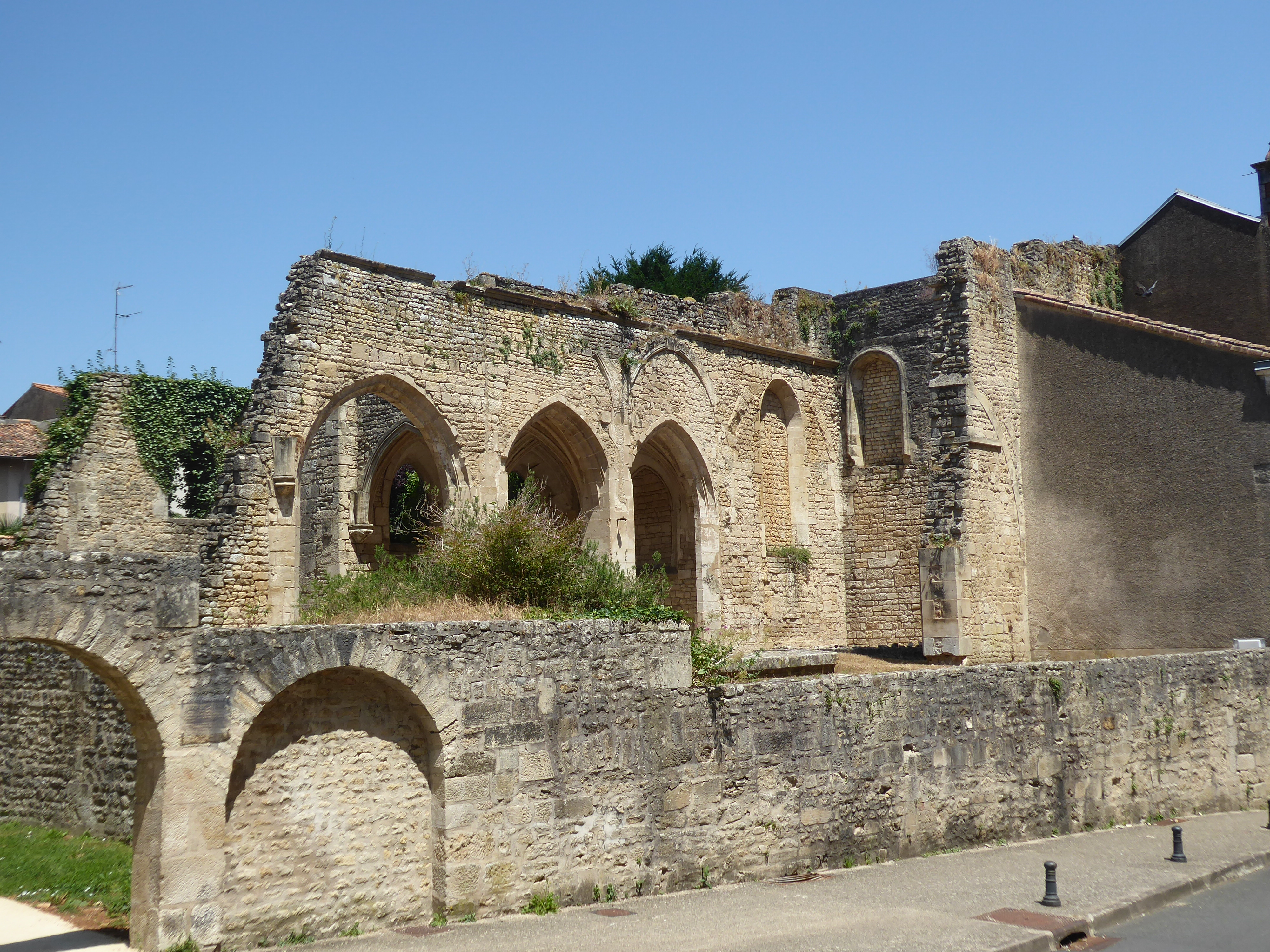
Ruïne van de abdijkerk
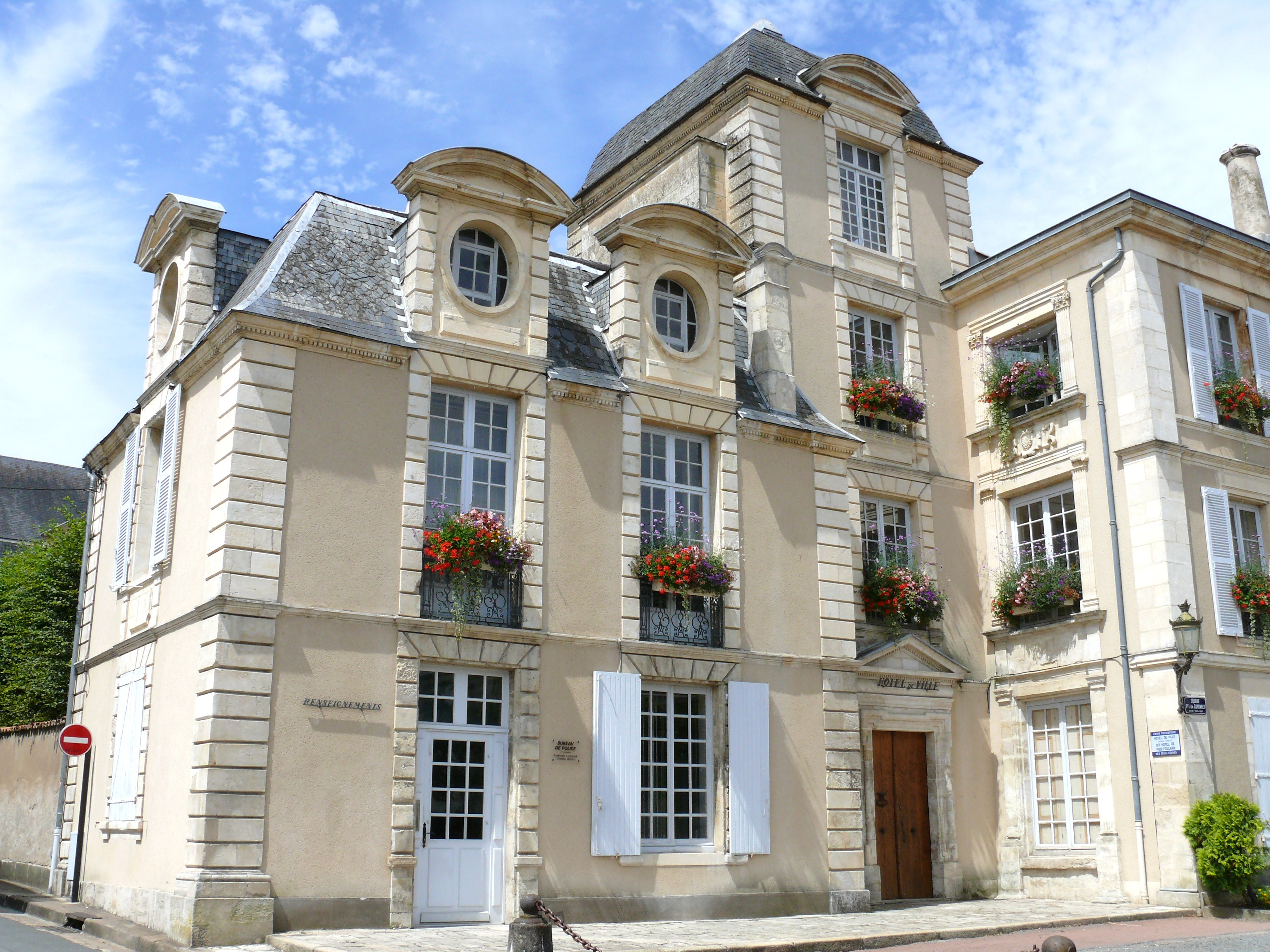
Stadhuis, gevestigd in het Hôtel de Pied-Foulard (zestiende-zeventiende eeuw)
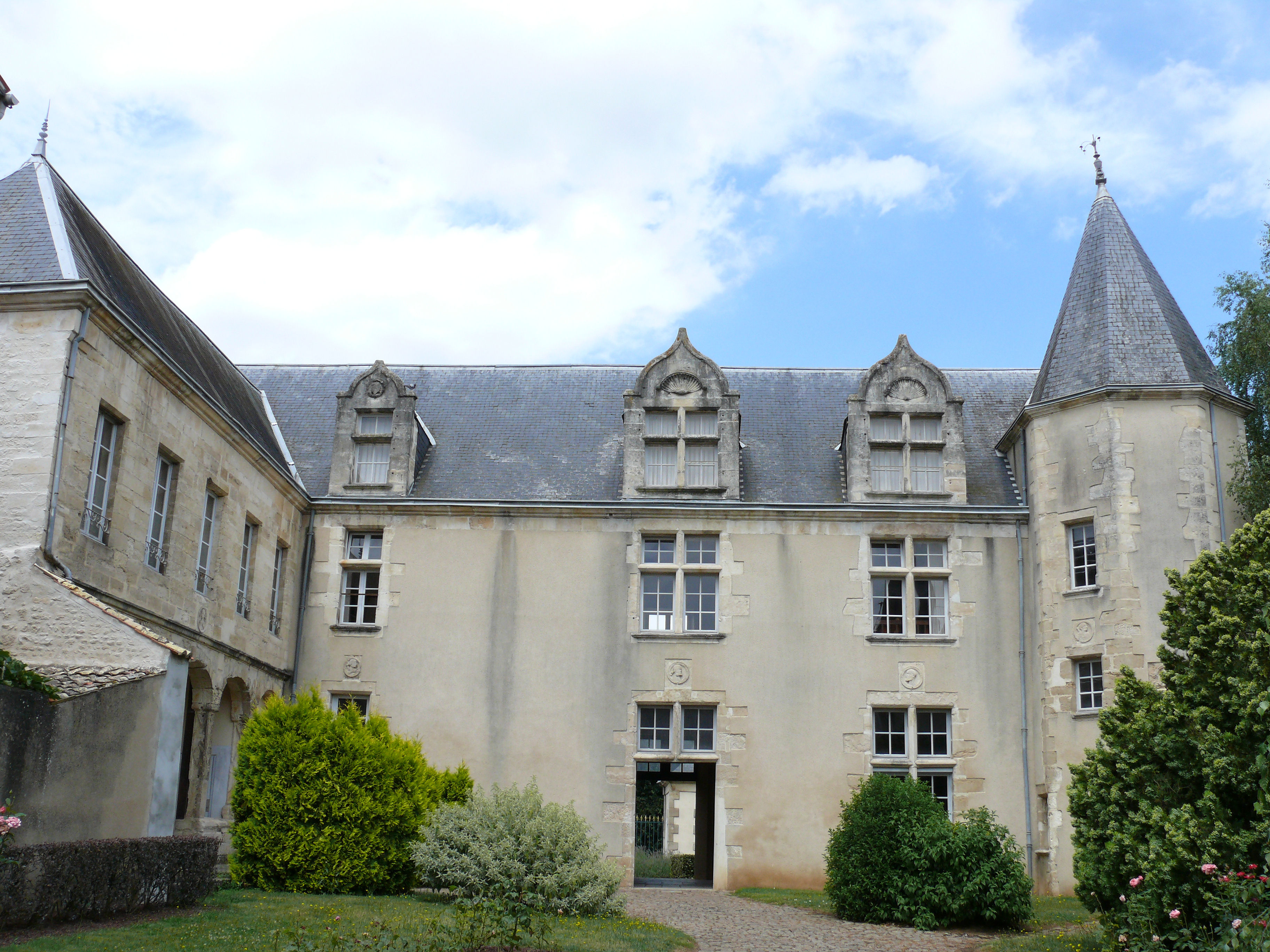
Hôtel de Balizy (zestiende eeuw)
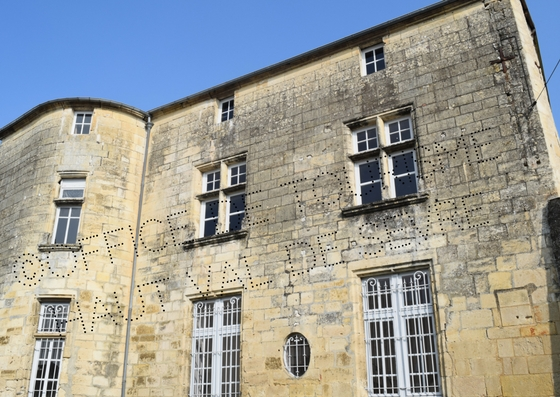
Hôtel Chauray (zestiende eeuw)
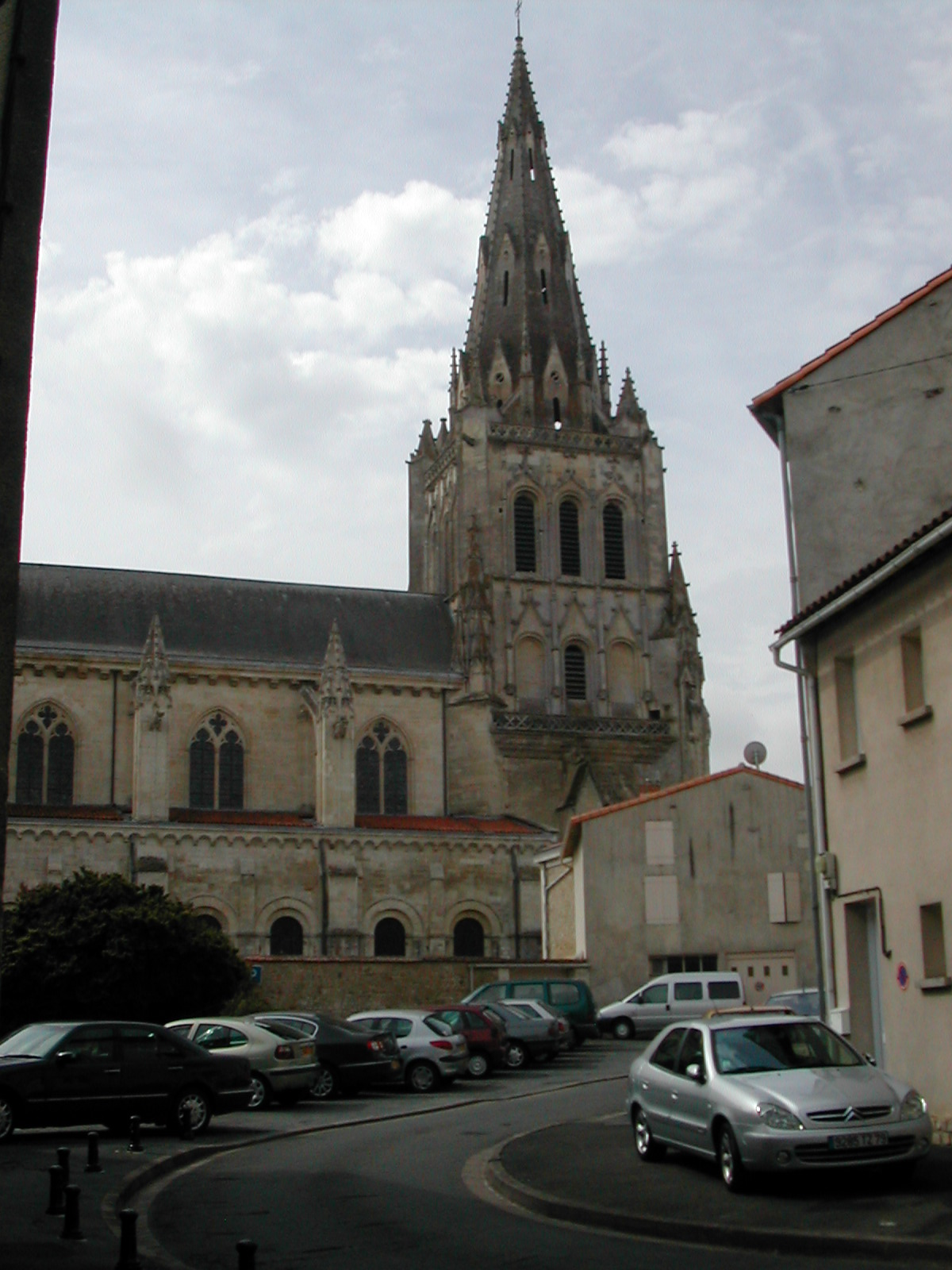
Kerk van Saint-Maixent-l'École
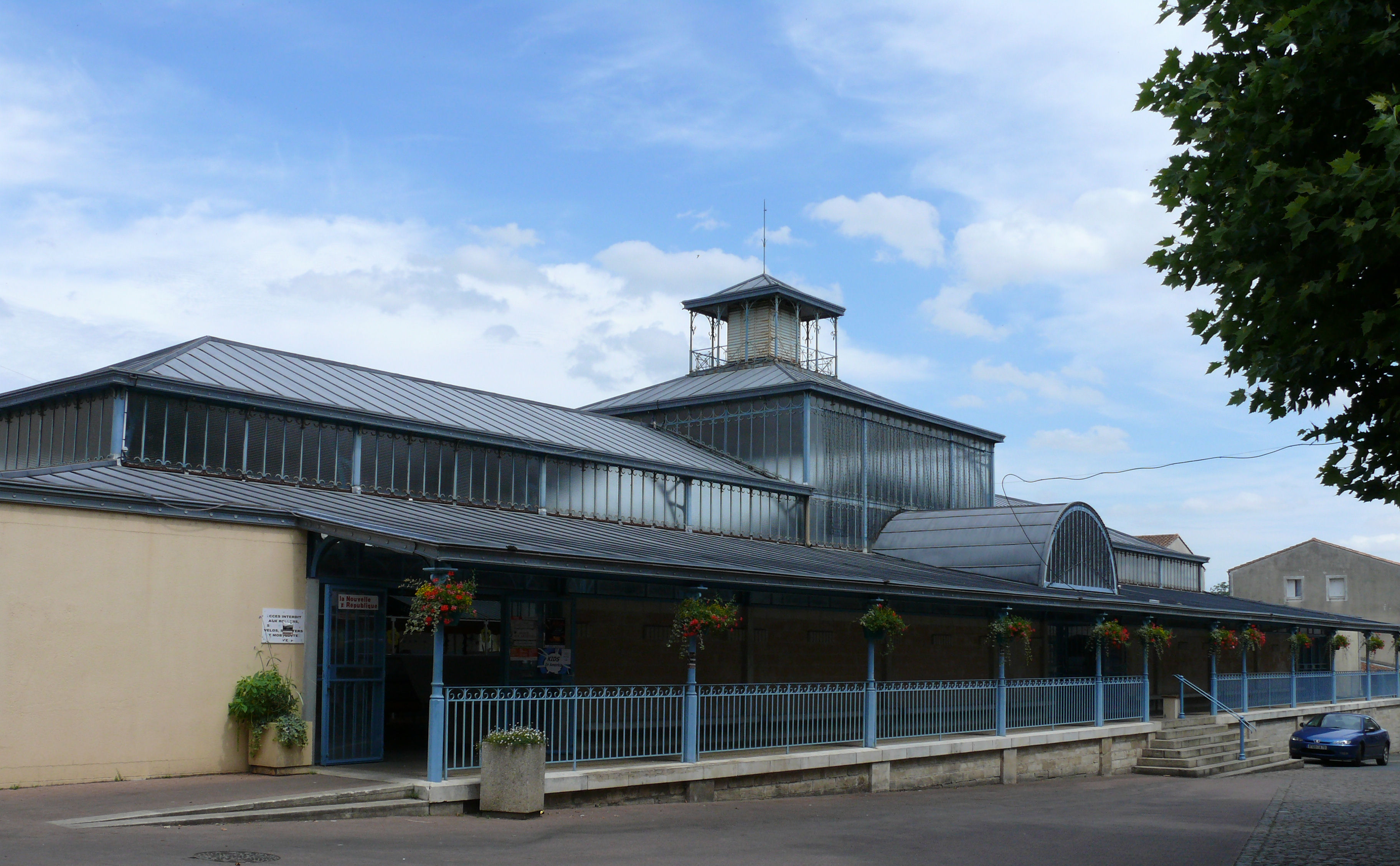
Markthal
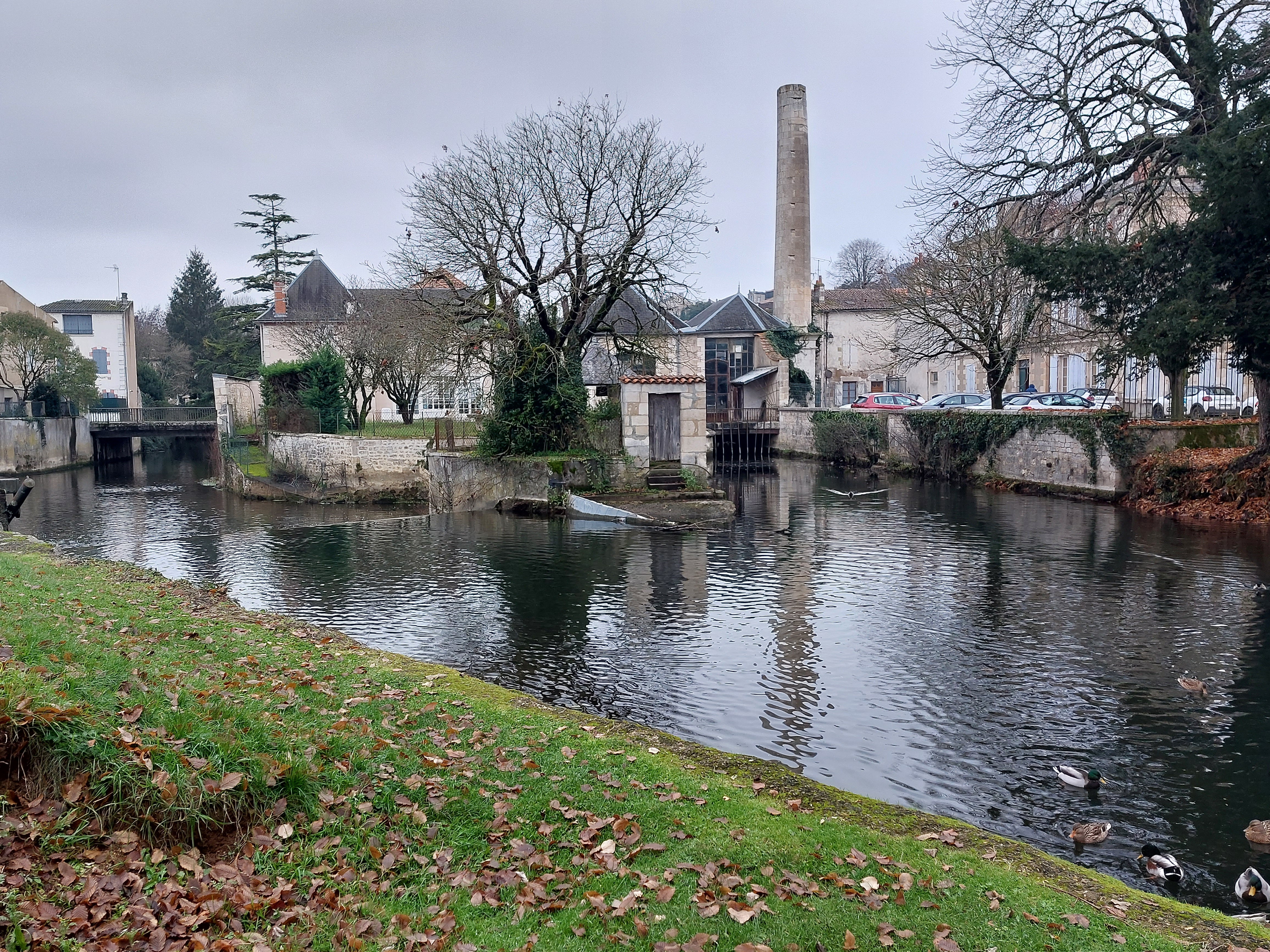
De Sèvre Niortaise en de schoorsteen van de voormalige textielfabriek Célestin Blot (1851)

## Geboren
- Aristide Denfert-Rochereau (1823-1878), militair